# エンターキング
エンターキング（enterking）は株式会社サンセットコーポレイションが運営していたゲーム・CD・DVD・書籍・トレーディングカードなどの複合リサイクルショップ。本社は千葉県市川市。現在はエーツーによりエンターキングSupported by 駿河屋として営業。

## 沿革
- 1991年 - 丹野照夫が千葉市中央区にアスカ書店として創業。当時丹野は24歳でバブル崩壊で抱えた借金返済のため、6坪の店からスタート。
- 1993年 - 法人設立。「ブックキング」の屋号で千葉県を中心に多店舗展開していく。
- 1997年 - 自社開発のPOSシステムを導入し、リサイクル業界では珍しい単品管理を開始。
- 2002年 - 屋号を随時「エンターキング」に変更。
- 2002年 - 「銀蔵」を東京・新宿に開店し中古ブランド品販売に進出。（2016年に売却撤退）[3] [4]
- 2009年 - 9月にオープンしたエンターキング千葉美浜店を皮切りに、無料サービスを提供する新コンセプト店をオープン。
- 2011年 - 4月、千葉テレビ放送開局40周年記念「チバテレアニメカーニバル[リンク切れ]」の冠スポンサーになったが、東北地方太平洋沖地震による影響でイベント自体が中止になった。
- 2012年 - 4月、千葉テレビ放送ハピはぴ・モーニング〜ハピモ〜内のコレミテでゲーム情報の提供を開始。
- 2012年 - 6月、ECサイト「エンターキングオンライン」オープン
- 2012年 - 9月、書籍POP投稿サイト「ブクPOP[リンク切れ]」に自社製作のPOPの投稿を開始。
- 2016年 - 3月、丹野に代わりアルバイト出身の大川新吾が社長に就任。大川は丹野の持つ当社株を引き取り発行済分の66％を保有[4]。
- 2018年 - 4月、株式会社エイムアントレーにエンターキングプラス習志野店を譲渡し27日より桃太郎王国習志野店となる。
- 2018年 - ６月、エイムアントレーにエンターキング草加店を譲渡し20日よりゼスト草加バイパス店、後に桃太郎王国となる。
- 2019年 - ７月、東京地方裁判所へ民事再生法の適用を申請[1]。
- 2019年 - 8月、再建を断念し破産手続への移行のため東京地方裁判所が再生手続廃止決定。保全管理命令並びに包括的禁止命令を受ける[5]。
- 2019年 - 9月、楽天市場への出店を13日をもって終了。最後まで営業していた浦安駅前店が28日をもって閉店し全店舗の営業を終了。
- 2019年 - 9月30日、東京地方裁判所から破産手続開始決定を受けた[2]。
- 2019年 - 10月、エイムアントレーは18日、旧西船橋南口店を継承し桃太郎王国西船橋店、25日に旧新松戸店を桃太郎王国同店として再開[6]。
- 2019年 - 11月1日、エイムアントレーは白金店を継承し桃太郎王国市原店として再開。
- 2020年1月21日 - エーツーはエンターキング西新井店を2月に、千葉中央店と南行徳店を3月に継承し「エンターキングSupported by 駿河屋」としてオープンする事を公表[7][8]。
- 2020年9月24日 - 法人格消滅[9]。

## 店舗の特徴
ショップカラーは赤。王冠をあしらったロゴが特徴のエンターキング屋号は、娯楽（エンターテイメント）の王様（キング）の意味が込められた造語。主力のゲーム・CD・DVD・書籍のほか、トレーディングカードやiPodなどを取り扱っている。リサイクルショップであるが、ゲーム・CD・DVDなどは新品も販売していた。一部の店舗では持ち寄りのトレーディングカードやゲーム機で遊べるプレイスペース、WiiやPS3のゲーム試遊機、CDの視聴機、座りながら本を読めるソファ、通信対戦やインターネットができるパソコン、携帯電話やゲーム機の充電端末、マッサージチェアの設置、無料サービスを提供していたが、2013年サービスのほとんどが終了した。

## 企画
Wiiコンプリート福袋
2011年に任天堂Wiiから発表されたゲームソフト408本すべてが入った福袋「Wii コンプリート福袋」を発売。価格は100万円。応募者多数の場合は抽選であった。
メーカータイアップ
メーカーとコラボしQUOカードやポストカードなどオリジナルアイテムを作成。

## オリジナルテーマソング
「LOVE-LOVE-ENTERKING」 - 社員が作曲したオリジナルテーマソングで千葉県内の芸能事務所に所属するダンスヴォーカルユニット「C-ZONE」とのコラボレーション作。